# Atypie-Friendly
 (janvier 2025).
Atypie-Friendly est un programme français d'inclusion pour les personnes avec trouble du neuro-développement à l'université et dans l'enseignement supérieur. Il prévoit aussi un accompagnement vers une insertion sociale et professionnelle.

## Histoire
Créé en 2018 dans le cadre de la Stratégie nationale pour l’autisme (2018-2028) et sélectionné par le programme Investissements d’Avenir pour une durée de 10 ans, le projet « Construire une Université Aspie-Friendly » engage des universités dans l’inclusion globale des étudiants avec trouble du neuro-développement sans déficience intellectuelle. 
En 2022, le projet initialement intitulé « Aspie-Friendly » devient « Atypie-Friendly » et s'élargit de l'autisme aux autres troubles du neuro-développement, notamment le trouble du déficit de l’attention avec ou sans hyperactivité et les troubles « dys ».

## Objectif
Dans un but d'inclusion des personnes avec trouble du neurodéveloppement à l'université et dans l'enseignement supérieur,, le projet essaie d’aborder toutes les questions depuis le travail avec les partenaires de l’éducation nationale, en amont de l’entrée à l’université, jusqu’à l’insertion sociale et professionnelle  en passant par l’adaptation pédagogique, les outils numériques, l’accompagnement social et la formation,,. Coordonné par l'université de Toulouse par le biais du Pr Bertrand Monthubert,, le projet compte 26 universités partenaires en septembre 2023,.
Il s’articule autour de quatre axes : 
1. Suivi individualisé des étudiants avec un aménagement des études
2. Formation des enseignants et des personnels administratifs de l’université et des Crous
3. Développement d’innovations pédagogiques
4. Accompagnement vers l’insertion professionnelle.

La signature d'une « charte Aspie-Friendly » par les entreprises partenaires assure une sensibilisation et une connaissance de cette condition.